# Odyssice
Odyssice is een Nederlandse muziekgroep die opereert binnen het genre instrumentale progressieve rock.
De band is in 1986 opgericht en heeft sindsdien veel wisselingen in het personeelbestand gekend, terwijl Bastiaan Peeters de doorlopende factor is. Een eerste aanzet voor kennismaking met de band was een optreden in Countdown Café van Kees Baars, normaliter behoorlijk in de weer met hardrock maar af en toe ook met progressieve rock. Een eerste platenrelease kwam in de vorm van Moondrive; een soort ep in een oplage van 500 stuks. Daarna duurde het een hele tijd voordat er een opvolger kwam. Dat kwam weer door de personele wisselingen. Odyssice, vrij naar Odysseus, had inmiddels onderdak gevonden bij het wat excentrieke platenlabel Cyclops Records (de artiest moet daar veel zelf doen, nauwelijks controle op de muziek, kleine oplage en bijna geen promotie, maar gewild). De albums van Odyssice vonden hun weg kennelijk wel naar de fans, veelal door promotie via het netwerk binnen de progressieve rock (Sym-info met SI Music, IO Pages, Progwereld etc.).

## Huidige bandleden
- Gitaar: Bastiaan Peeters (1982- )
- Toetsen: Jeroen van der Wiel (1995- )
- Drums: Menno Boomsma (1997- )

## Voormalige bandleden
- Basgitaar: Peter kosterman (2004-2012)
- Basgitaar: Pascal van de Pol (1995-2003)
- Drums: Bart Kühne (1988-1997)
- Basgitaar: Maarten Heemskerk (1990-1994)
- Toetsen: André Brinks (1990-1994)
- Basgitaar: Erik Aafjes (1987-1989)
- Toetsen: Andrae Hubbeling (1982-1989)
- Drums: Alan Natale (1984-1988)

## Discografie
- 1986: Track One (cassette)
- 1989: Live In Tilburg (cassette)
- 1997: Moondrive
- 2000: Impression (2013 heruitgave met bonus-cd)
- 2003: Moondrive Plus
- 2010: Silence